# Taipei Representative Office

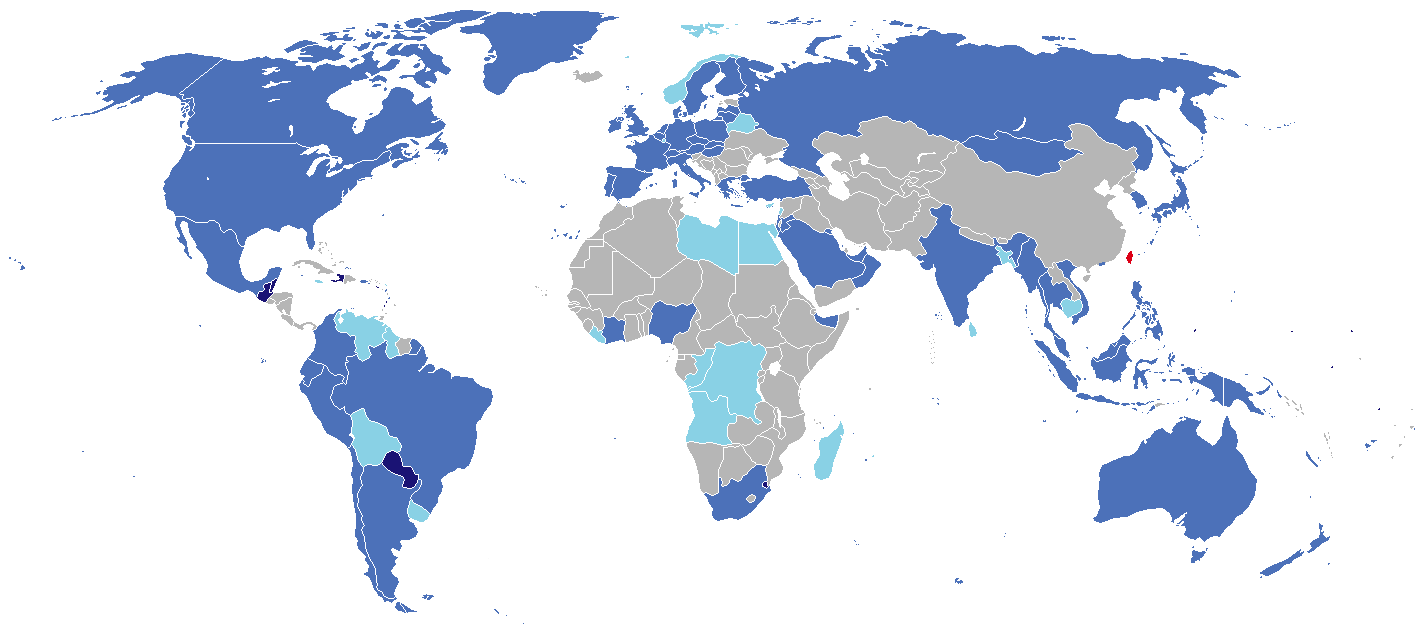
lichtblauw: landen met een Taipei Representative Office
blauw: landen met formele diplomatieke banden met Republiek China

Taipei Representative Office is de vertegenwoordiging van Republiek China in bepaalde landen die formeel "geen diplomatieke" banden onderhouden met de Republiek. Zij mag formeel gezien niet beschouwd worden als een ambassade of consulaat, maar doen wel dezelfde taken zoals het verstrekken van visa, paspoorten en het onderhouden van diplomatieke banden met het vriendschappelijke gastland.
Sinds 1971 hebben vele Westerse landen de formele diplomatieke banden met de Republiek verbroken en daarvoor in de plaats erkenden deze landen de Volksrepubliek China als de enige wettige vertegenwoordiger van China. Dit paste in het Een-Chinabeleid.
De staat Republiek China heeft sinds 1950 de facto alleen nog het bestuur over (delen van )de Chinese provincies Taiwan, Fujian en Zhejiang. In de periode tussen de jaren 50 en 80 van de 20e eeuw waren er voor de Republiek nog serieuze plannen om het Chinese Vasteland te heroveren op de Chinese communisten. Het gehele Chinese Vasteland wordt door de Republiek nog altijd gezien als afvallige provincies die in de toekomst weer onder het gezag van de Republiek zal komen. De benaming Taipei is gekozen als een neutrale benaming tussen de benamingen "Republiek China" en "Taiwan", om te voorkomen dat de Volksrepubliek grote woede zou kunnen krijgen om een mogelijke "onafhankelijke" staat. Taipei is de de facto hoofdstad van de Republiek.
Doordat er in de meeste landen geen formele diplomatieke betrekkingen met Republiek China mogelijk zijn, bestaan er sinds het Een-Chinabeleid in verschillende landen de zogeheten "Taipei Representative Offices". De ambassade van Republiek China in Nederland werd in 1972 veranderd in de Taipei Representative Office in Nederland.
In de volgende landen zijn er meerdere Taipei Representative Offices te vinden:
- Duitsland (4)
- Zwitserland (3)
- Verenigd Koninkrijk (2)
- Canada (3)
- Verenigde Staten (13)
- Brazilië (2)
- Zuid-Afrika (2)
- Volksrepubliek China (3)
- Japan (6)
- Zuid-Korea (2)
- Saoedi-Arabië (2)
- Vietnam (2)
- Australië (2)
- Nieuw-Zeeland (2)

## Andere namen
- Taipei Economic and Cultural Representative Office (TECRO)
- Taipei Economic and Cultural Office (TECO)
- Taipei Economic and Cultural Center (TECC)
- Taipei Economic and Trade Office (TETO)
- Trade Mission of the ROC (Taiwan)
- Commercial Office of the Republic of China
- Commercial Office of the Republic of China (Taiwan)
- Taipei Liaison Office
- Taipei Mission
- Taiwan Strait Tourism Association in Beijing (niet te verwarren met Taiwan Strait Tourism Association in Taipei)

- Republic of China Representative Office (informeel)